# (175395) 2006 NY
(175395) 2006 NY es un asteroide perteneciente al cinturón de asteroides, región del sistema solar que se encuentra entre las órbitas de Marte y Júpiter.
Fue descubierto el 5 de julio de 2006 por el equipo del proyecto Siding Spring Survey desde el observatorio de Siding Spring.

## Designación y nombre
Designado provisionalmente como 2006 NY.

## Características orbitales
2006 NY está situado a una distancia media del Sol de 2,560 ua, pudiendo alejarse hasta 3,061 ua y acercarse hasta 2,059 ua. Su excentricidad es 0,196 y la inclinación orbital 18,169 grados. Emplea 1496,31 días en completar una órbita alrededor del Sol.

## Características físicas
La magnitud absoluta de 2006 NY es 15,56. Tiene 2,516 km de diámetro y su albedo se estima en 0,161.